# Лососіна-Гурна
Лососіна-Гурна (пол. Łososina Górna) — село в Польщі, у гміні Ліманова Лімановського повіту Малопольського воєводства.
Населення — 275 осіб (2011).
У 1975-1998 роках село належало до Новосондецького воєводства.

## Демографія
Демографічна структура станом на 31 березня 2011 року:
|          | Загалом | Допрацездатний вік | Працездатний вік | Постпрацездатний вік |
| -------- | ------- | ------------------ | ---------------- | -------------------- |
| Чоловіки | 136     | 23                 | 96               | 17                   |
| Жінки    | 139     | 28                 | 83               | 28                   |
| Разом    | 275     | 51                 | 179              | 45                   |